# Orquestra Sinfônica da Nova Zelândia

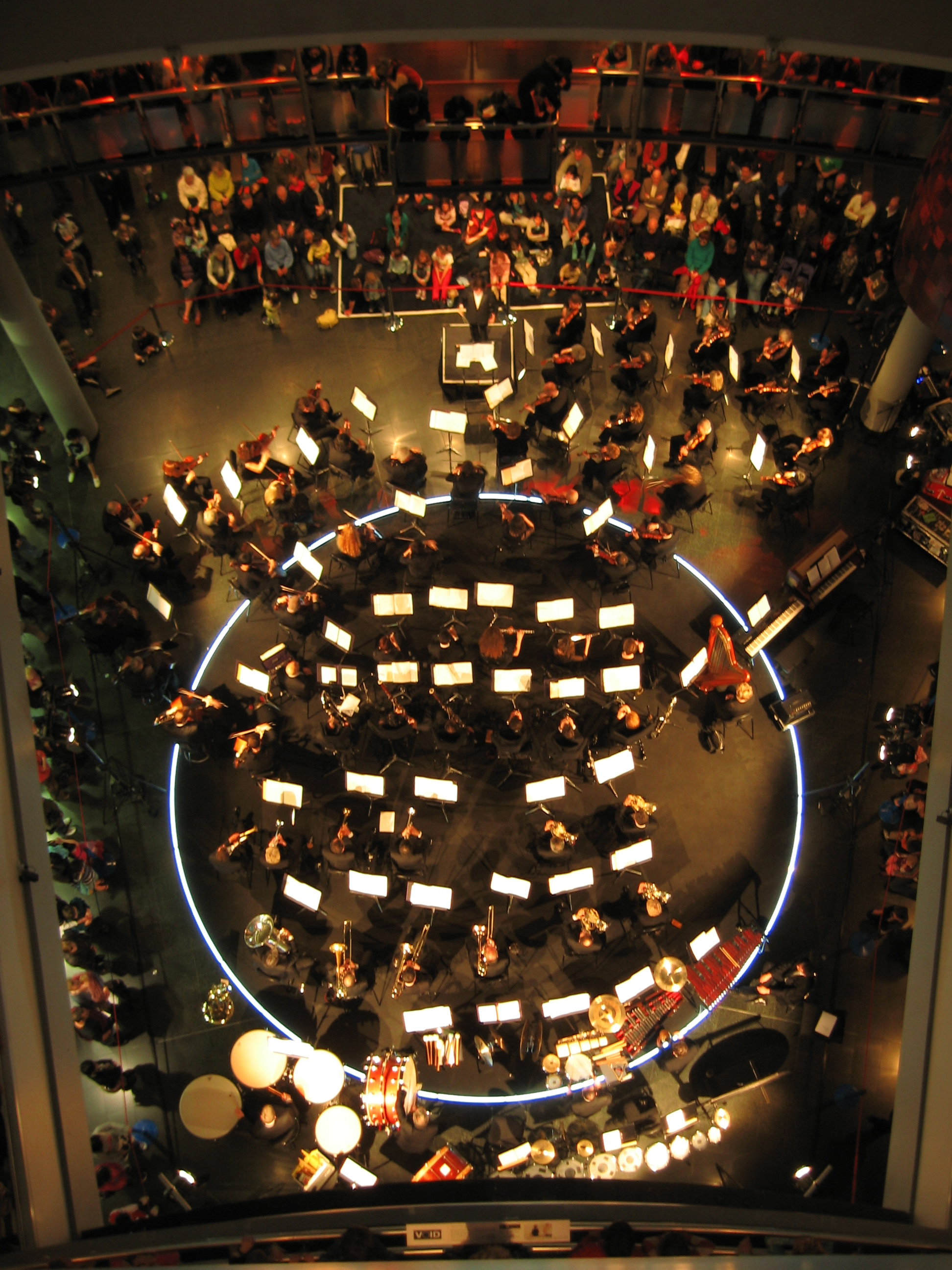
NZSO free concert, Te Papa

A Orquestra Sinfônica da Nova Zelândia é a orquestra nacional da Nova Zelândia. É mantida pelo Governo da Nova Zelândia, com 90 músicos permanentes.
A orquestra foi fundada em 1946 como Orquestra Nacional e administrada pela Rádio da Nova Zelândia, até 1989, sob o nome de Orquestra Sinfôniza NZBC. Está baseada no Centro Michael Fowler, mas apresenta-se frequentemente no Wellington Town Hall.
Por muitos anos, a orquestra não teve um maestro permanente, mas maestros chefes. Franz-Paul Decker foi o maestro de 1991 a 1996, o último maestro a ocupar o carto e atual Maestro Laureado da orquestra. O primeiro maestro a ocupar o cargo de Diretor Musical foi James Judd, de 1999 a 2007. Judd é o atual diretor musical emérito da orquestra. em maio de 2007, Pietari Inkinen foi nomeado o segundo diretor musical.